# Jüdischer Friedhof (Borken, Am Kuhm)
Der Jüdische Friedhof war ein jüdischer Friedhof in der Kreisstadt Borken in Nordrhein-Westfalen.
Mitte des 18. Jhs. erwarb die jüdische Gemeinde ein Grundstück zur Errichtung eines Friedhofes am Ufer der Borkener Aa in der Nähe der Kreuzung Wilbecke/Am Kuhm. Der Friedhof war Ende des 19. Jahrhunderts weitgehend belegt. 1895 legte die jüdische Gemeinde in Borken einen neuen Friedhof Am Replingsfunder an.
Während der Novemberpogrome 1938 wurde der Friedhof Am Kuhm geschändet. Die jüdische Gemeinde wurde kurz darauf gezwungen, das Gelände zu verkaufen. Im Zweiten Weltkrieg wurde der Friedhof bei einem Bombenangriff teilweise zerstört. In den Nachkriegsjahren lagen noch lange Grabstelen auf dem Gelände.

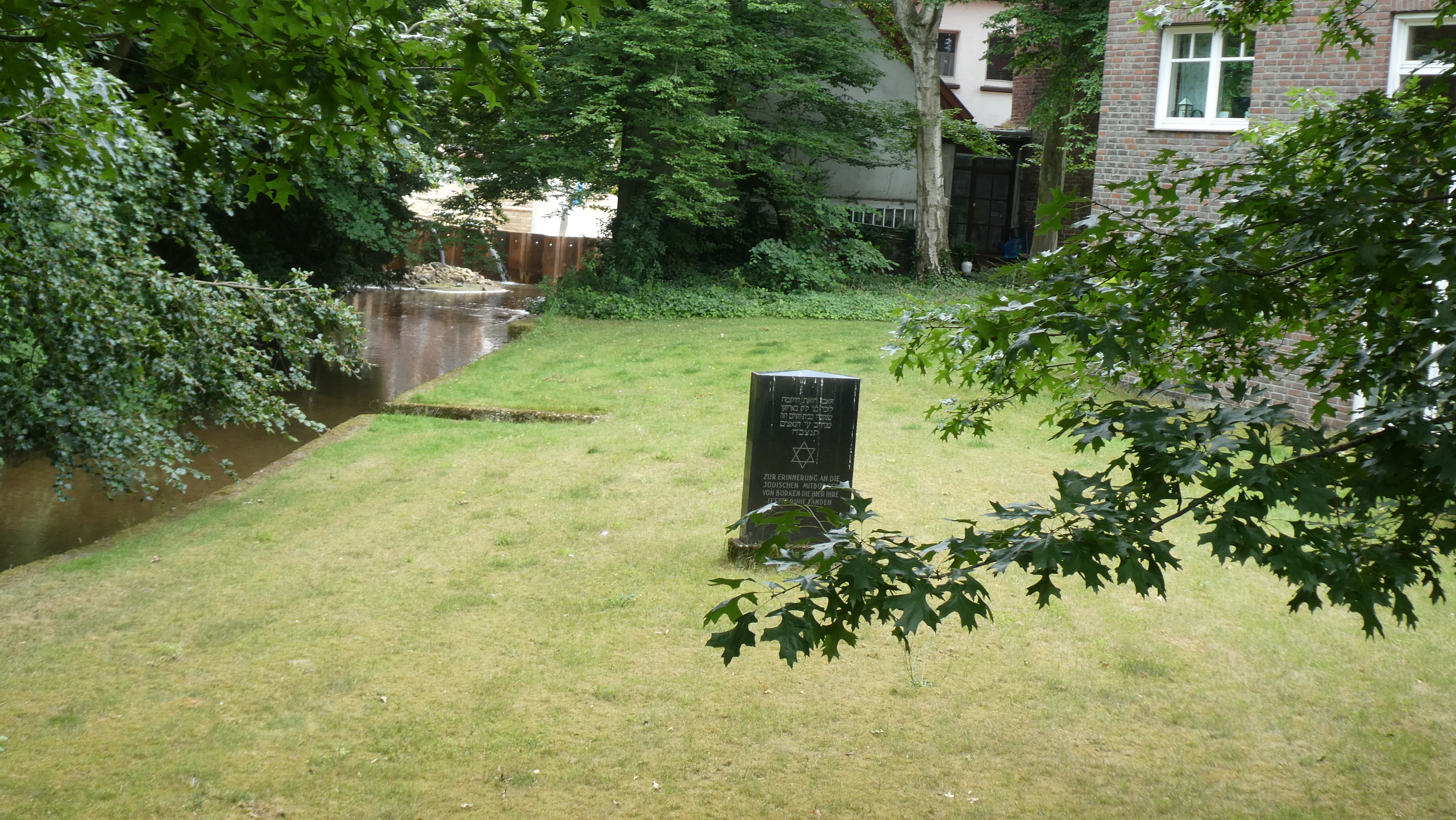
Borken, Am Kuhm, jüdischer Friedhof

An den Friedhof, der nicht mehr frei zugänglich ist, erinnert ein Gedenkstein auf einer Rasenfläche. An der den ehemaligen Friedhof umgebenden Mauer befindet sich seit 1992 ein Mahnmal für die Opfer des Holocaust.